# Do-it-yourself-Biologie
Do-it-yourself-Biologie (Kompositum aus Do It Yourself, Mach' es selbst, und Biologie, auch „Biohacking“, analog zu „Computerhacking“) ist eine von Cambridge (Massachusetts) ausgehende Bewegung von Amateur-Biologen, und auch Biologen mit akademischer Ausbildung, welche Wissenschaft und Forschung außerhalb von Universitäten und Institutionen zugänglich machen wollen. Weitere Motivationen sind persönliches Interesse sowie Neugier. Über die Organisation „DIYbio“ verbreitete sich gesammeltes Wissen über Methoden, Fragestellungen und Materialien von den USA aus in weitere Teile der Welt, besonders nach Europa. Von DIY-Biologen (sog. Bio-Hacker) entwickelte und durchgeführte Projekte umfassen sowohl Experimente wie das Einbringen eines Fluoreszenz-Genes in eine Tabak-Pflanze, um diese im Dunkeln zum Leuchten zu bringen, als auch die Entwicklung eines Gentests auf die genetische Veranlagung, an Hämochromatose zu erkranken, durch die Bio-Hackerin Kay Aull.
Do-it-yourself-Biologie wird zumeist in (privaten oder öffentlichen) provisorisch eingerichteten Laboren betrieben, welche häufig mit kostengünstigen Laborgeräten aus zweiter Hand oder mit vollkommen selbst gebauten oder umfunktionierten Werkzeugen und Geräten bestückt werden.

## DIYbio
DIYbio ist eine Organisation mit zahlreichen Anhängern in den Vereinigten Staaten und weltweit mit Treffen in Nordamerika, Großbritannien, Frankreich und Dänemark. Ziel von DIYbio ist es, das gesellschaftliche Bewusstsein auf bestehende biotechnologische Praxis zu lenken und interessierten Laien einen Zugang zu wissenschaftlichen Fragestellungen zu ermöglichen. Damit soll, unter anderem, die Wissenschaft und Forschung demokratisiert werden. Die Initiative arbeitet mit Konzepten der Synthetischen Biologie. Die Bio-Hacker organisieren u. a. Projekte zum kostengünstigen Bau von Laborgeräten, wie beispielsweise der Polymerase-Kettenreaktion in Form des Projekts OpenPCR, oder dem Bau einer Zentrifuge mithilfe eines Motors, welcher einem herkömmlichen DVD-Laufwerk entnommen werden kann. Häufig werden dabei die Versuche dieser Bio-Hacker in Privaträumen (z. B. Küchen, Garagen) durchgeführt. Aufgrund dieser Umstände kam es seitens der Behörden (z. B. dem FBI) zu der Befürchtung, das es im Bereich DIY-Biologie Missbrauchspotential, ggf. in Form von Bioterrorismus, geben könne, aufgrund von fehlenden Regulierungsmöglichkeiten. Deshalb gibt es je eine in den USA und Europa von Mitgliedern der Organisation entwickelte Hackerethik in Form eines Ethikkodexes. Speziell für Deutschland und auf den existierenden europäischen Kodex aufbauend, entwickelten Freiburger Studenten im Jahr 2011 einen "Synthetische Biologie Oath", welcher sich an den Eid des Hippokrates in der Medizin anlehnt.
Tatsächlich beschäftigen sich interne Diskussionen und Projektvorschläge häufig mit Risikominderung und öffentlicher Wahrnehmung. Beispielsweise ist die Suche nach einem sicheren Modellorganismus ein stark vertretenes Thema.

## Kritik
Betreffend einiger (an der Selbstoptimierung orientierte Projekte), welche sich in der DIY-Biologie verorten lassen, wird in der deutschen Presse der Mangel an Aufklärung über gesundheitliche Risiken kritisch besprochen. Das Phänomen des Microdosing etwa gerät wegen unzureichender Studienlage und Risikofolgenabschätzung in die Kritik.